# Cameltoe

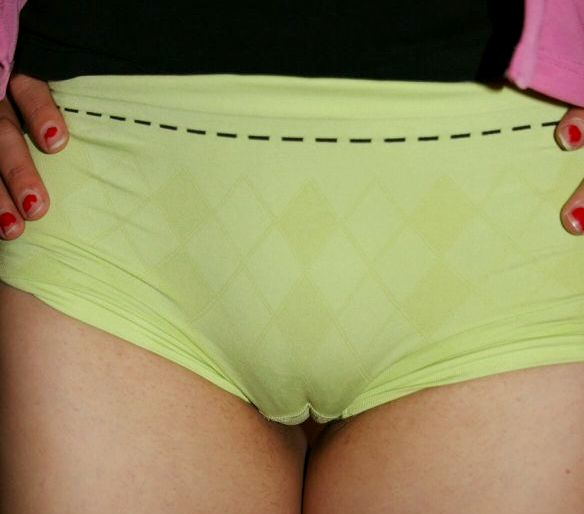
Un cameltoe.

Cameltoe (en español, literalmente: pezuña de camello) es un término de jerga inglesa que define la línea que permite apreciar los labios mayores de la vulva de la mujer bajo la ropa muy estrecha o ajustada. Normalmente se aprecia desde delante, aunque en algunas poses es posible verla desde atrás, también conocido como el famoso "pancho". Algunas páginas web recopilan fotografías sobre cameltoes de famosas.
El grado en el que sobresale el monte de Venus depende de diversos factores, incluyendo el peso y la variación anatómica.

## Referencias en los medios

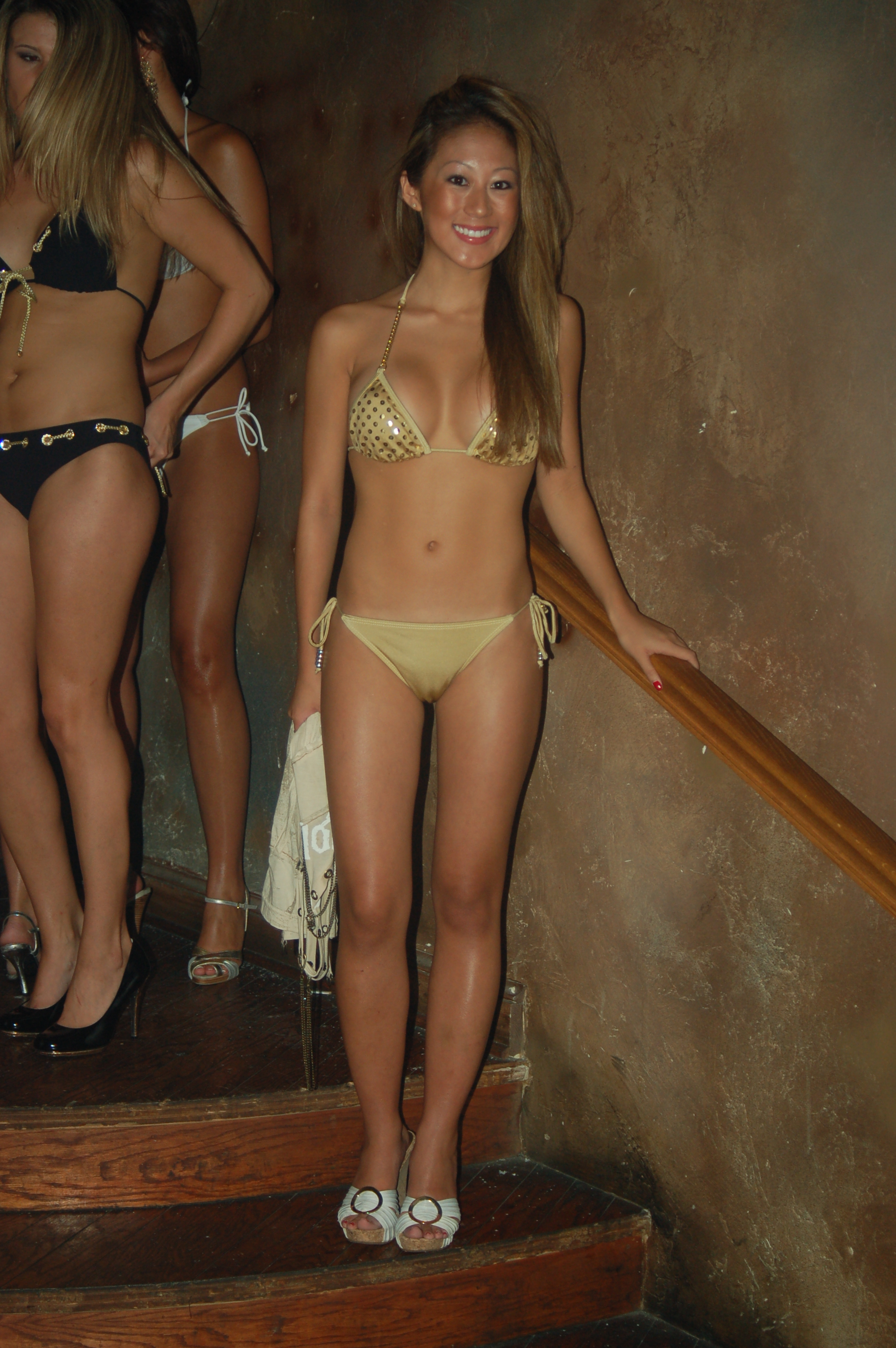
Una mujer estadounidense muestra su cameltoe por bikini

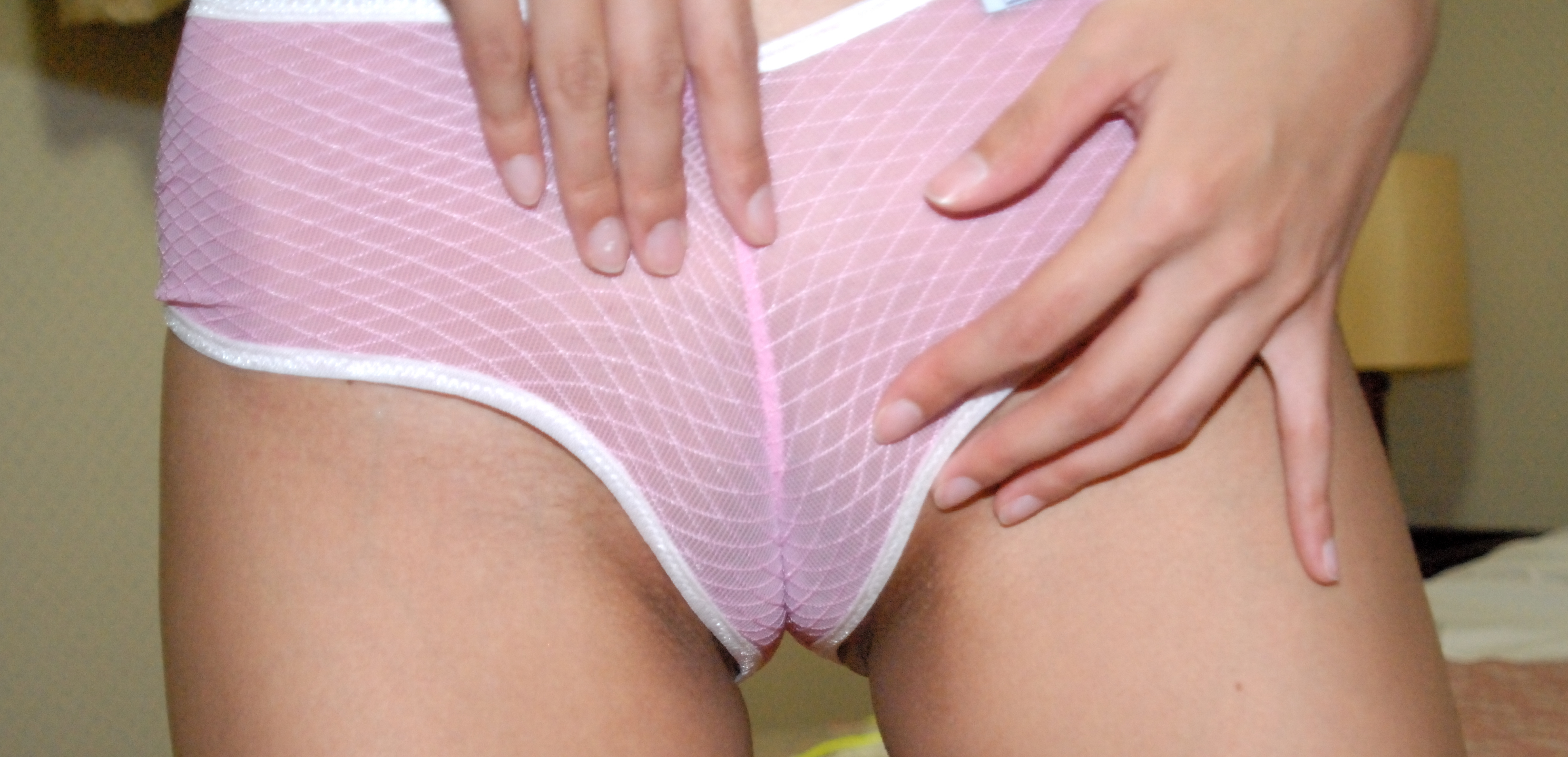
Cameltoe en una mujer japonesa